# Micropsectra lindrothi
Micropsectra lindrothi is een muggensoort uit de familie van de dansmuggen (Chironomidae). De wetenschappelijke naam van de soort werd voor het eerst geldig gepubliceerd in 1931 door Maurice Goetghebuer.